# Bernhard Starkbaum
Bernhard Starkbaum (* 19. Februar 1986 in Wien) ist ein ehemaliger österreichischer Eishockeytorwart und heutiger -trainer, der im Laufe seiner Karriere insgesamt 378 Spiele für die Vienna Capitals, den EC Red Bull Salzburg und den EC VSV in der Erste Bank Eishockey Liga sowie 161 Partien für MODO Hockey und Brynäs IF in der Svenska Hockeyligan absolviert hat. Seit 2023 ist Starkbaum Torwarttrainer.

## Karriere

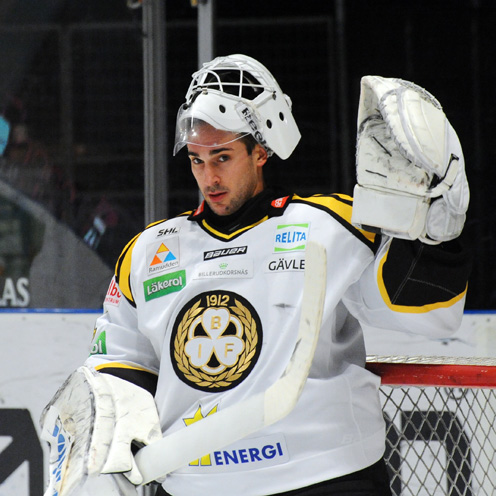
Starkbaum im Trikot von Brynäs IF (2013)

Starkbaum begann seine Karriere beim Wiener Eislöwen-Verein, für den er 42 Spiele in der Nationalliga bestritt. Mit 20 Jahren wurde er vom EC VSV verpflichtet, um als Nachfolger von Gert Prohaska aufgebaut zu werden. Nach seinem Wechsel war er lange Zeit Ersatzmann hinter diesem, übernahm nach dessen Karriereende in der Saison 2011/12 aber die Rolle der Nummer eins. In dieser Spielzeit führte er mit 93,59 Prozent Fangquote die Torhüterwertung nach dem Grunddurchgang an, ein Wert, der in der ÖEHL zuvor noch nie erreicht worden war, und erzielte außerdem sechs Shutouts, konnte aber dennoch nicht verhindern, dass seine Mannschaft in der Qualifikationsrunde scheiterte und die Playoff-Teilnahme verpasste. Im April 2012 unterschrieb er für zwei Jahre beim schwedischen Traditionsklub MODO Hockey, wo er in seiner ersten Spielzeit acht Shutouts erreichte, mehr als jeder andere Torwart der Liga. Trotzdem wechselte bereits im November 2013 zum Brynäs IF, der ebenfalls in der Svenska Hockeyligan antritt. 2014 erreichte er die zweitbeste Fangquote der Svenska Hockeyligan hinter Markus Svensson vom Skellefteå AIK.
Nach insgesamt vier Jahren in Schweden entschloss sich Starkbaum im Anschluss an die Saison 2015/16 zur Rückkehr nach Österreich. Im Mai 2016 gab der EC Salzburg seine Verpflichtung bekannt.
Im Juni 2018 unterzeichnete Starkbaum einen Einjahresvertrag beim EHC Kloten mit Spielbetrieb in der Swiss League. Im Dezember desselben Jahres wechselte Starkbaum zurück in seine Heimatstadt Wien, zu den Vienna Capitals. Bei diesen spielte er bis zum Ende der Saison 2022/23, ehe er seine Karriere beendete und Torwarttrainer der Capitals wurde.

### International
Starkbaum nahm für Österreich an den U18-Weltmeisterschaften 2002 und 2004 teil.
Sein Debüt in der Herren-Nationalmannschaft gab er am 8. April 2009 bei der 1:3-Niederlage gegen Russland in Innsbruck. Bei den Weltmeisterschaften der Top-Division 2009, 2013 und 2015 stand er im Kader der Österreicher, wobei er 2009 nicht eingesetzt wurde und 2013 und 2015 jeweils alle sieben Spiele bestritt. Außerdem spielte er bei den WM-Turnieren der Division I 2010, 2012, 2014, als er hinter dem Slowenen Luka Gračnar und dem Japaner Yutaka Fukufuji die drittbeste Fangquote erreichte, 2016, als er zum besten Torhüter des Turniers gewählt wurde und nach dem Slowenen Gašper Krošelj sowohl die zweitbeste Fangquote als auch den zweitgeringsten Gegentorschnitt erreichte, und 2017, als er mit drei Shutouts in fünf Spielen, der besten Fangquote und dem geringsten Gegentorschnitt nicht nur erneut zum besten Torhüter des Turniers, sondern auch in das All-Star-Team gewählt wurde. Diese Leistungen verhalfen dem österreichischen Nationalteam zur Rückkehr in die Top-Division. In dieser spielte er 2018, 2019, 2022 und 2023.
Zudem vertrat er seine Farben bei den Olympiaqualifikationen 2014 und 2022 sowie den Olympischen Winterspielen 2014 in Sotschi selbst. Insgesamt absolvierte Starkbaum 150 Länderspiele für Österreich.
Auch im Inlinehockey war Starkbaum bereits für die Österreichische Nationalmannschaft aktiv. So stand er bei der Weltmeisterschaft 2008 in Bratislava mit dem Team aus dem Alpenland in der Top-Division auf dem Feld.

## Erfolge und Auszeichnungen
- 2012 Beste Fangquote der Österreichischen Eishockey-Liga
- 2013 Meiste Shutouts der Elitserien

### International
- 2010 Aufstieg in die Top-Division bei der Weltmeisterschaft der Division I, Gruppe A
- 2012 Aufstieg in die Top-Division bei der Weltmeisterschaft der Division I, Gruppe A
- 2014 Aufstieg in die Top-Division bei der Weltmeisterschaft der Division I, Gruppe A
- 2016 Bester Torhüter bei der Weltmeisterschaft der Division I, Gruppe A
- 2017 Aufstieg in die Top-Division bei der Weltmeisterschaft der Division I, Gruppe A
- 2017 Bester Torhüter, geringster Gegentorschnitt und beste Fangquote bei der Weltmeisterschaft der Division I, Gruppe A

## Karrierestatistik

### International
(Legende zur Torhüterstatistik: GP oder Sp = Spiele insgesamt; W oder S = Siege; L oder N = Niederlagen; T oder U oder OT = Unentschieden oder Overtime- bzw. Shootout-Niederlage; Min. = Minuten; SOG oder SaT = Schüsse aufs Tor; GA oder GT = Gegentore; SO = Shutouts; GAA oder GTS = Gegentorschnitt; Sv% oder SVS% = Fangquote; EN = Empty Net Goal; 1 Play-downs/Relegation; Kursiv: Statistik nicht vollständig)